# Ravno Polje
Ravno Polje (cyr. Равно Поље) – wieś w Bośni i Hercegowinie, w Republice Serbskiej, w gminie Ugljevik. W 2013 roku liczyła 598 mieszkańców.